# Claudia Müller (Fußballspielerin)
Claudia Müller (* 21. Mai 1974 in Bremen) ist eine ehemalige deutsche Fußballspielerin. Sie ist gelernte Versicherungskauffrau.

## Karriere

### Vereine
Claudia Müller begann in den Jugendmannschaften des Vereins Eintracht Bremen mit dem Fußballspielen, bevor sie mit ca. 14 Jahren in die Frauenabteilung des Vereins wechselte. Sie war später in der Spielzeit 1996/97 – der letzten, in der die Bundesliga mit einer Nord- und einer Südgruppe zweigleisig lief – bei Fortuna Sachsenroß Hannover. Der Verein verzichtete jedoch nach der gewonnenen Relegation aus finanziellen Gründen auf die Teilnahme an der eingleisigen Bundesliga.
Sie wechselte zur Saison 1997/98 zur SG Praunheim. Für diese und den sich im August 1998 aus der Frauenfußball-Abteilung herauslösenden Nachfolgeverein 1. FFC Frankfurt absolvierte sie 29 Ligaspiele, in denen sie 33 Tore erzielte. Dies entspricht einem außergewöhnlich hohen Schnitt von 1,13 Toren pro Partie.
Sie war danach für sechs Spielzeiten für den WSV Wendschott und – nach der Integration des kompletten WSV-Frauenfußballteams – dessen Nachfolger VfL Wolfsburg aktiv. Abermals zeichnete sie sich durch eine bemerkenswerte Trefferquote aus. Ihr letztes Ligaspiel absolvierte Müller am 22. Mai 2005 gegen den SC Freiburg.

### Nationalmannschaft
Infolge ihrer konstant sehr guten Leistungen im Ligaalltag wurde sie bereits während ihrer ersten Saison in die Nationalmannschaft berufen. Kurioserweise erzielte sie ihr erstes Länderspieltor bei ihrem Debüt am 27. August 1996 in Lichtenvoorde mit dem Treffer in der 88. Minute zum 3:0-Endstand gegen die Niederlande und ihr letztes Tor in ihrem letzten Spiel. Dieses war das Finale der Europameisterschaft 2001 gegen die Auswahl der Schwedinnen am 7. Juli 2001 in Ulm. Müller traf in der achten Minute der Verlängerung per Golden Goal zum 1:0-Endstand. Es war nach 1997 bereits ihr zweiter Europameistertitel. Bundesweite Bekanntheit erlangte sie auch dadurch, dass sie sich im Zuge des Jubels nach dem Siegtreffer das Trikot über den Kopf zog; das entsprechende Foto wurde in zahlreichen Zeitungen halbseitig bzw. auf der Titelseite gedruckt.
Müller bestritt insgesamt 45 Länderspiele und konnte dabei 22 Tore erzielen.

## Erfolge
Verein
- Deutsche Meisterschaft: 1998/99
- DFB-Pokal: 1998/99
- DFB-Hallenpokal: 1997, 1998

Nationalmannschaft
- Europameisterschaft: 1997, 2001
- Olympische Bronzemedaille: 2000

Persönlich
- Torschützenkönigin der Europameisterschaft: 2001
- Torschützenkönigin des DFB-Hallenpokals: 1998
- Beste Spielerin des Internationalen Hallenfußball-Turnieres: 1996